# Трентола-Дучента
Трентола-Дучента (італ. Trentola-Ducenta) — муніципалітет в Італії, у регіоні Кампанія,  провінція Казерта.
Трентола-Дучента розташована на відстані близько 175 км на південний схід від Рима, 18 км на північ від Неаполя, 16 км на південний захід від Казерти.
Населення — 19 294 особи (2014).
Щорічний фестиваль відбувається 29 вересня. Покровитель — святий Михайло,San Giorgio.

## Демографія
Населення за роками:

Станом на 1 січня 2023 року в муніципалітеті офіційно проживало 916 іноземців з 45 країн, серед них 242 громадяни країн Євросоюзу та 229 громадян України.

## Сусідні муніципалітети
- Аверса
- Казапезенна
- Джульяно-ін-Кампанія
- Лушіано
- Парете
- Сан-Марчелліно